# Építtetés
A házi méh viaszlépeket épít lakásában, és abban tárolja az élelmet, neveli az új nemzedéket. A lépek sejtjei közel szabályos hatszög alakúak, közös alapra épülnek, fenekük egymás közé ékelődik. Az egyik oldal sejtjeinek közepe csúcspont a másik oldalon. A lépek függőlegesek, a sejtek enyhén dőltek, így nem folyik ki belőle a méz. A sejtek többnyire csúccsal néznek felfelé, bár előfordul az ellentéte is. A kétféle irányú sejtsort vagy kitöltik, vagy lyukat hagynak a közlekedéshez. Az építmény mérnöki pontosságú. Az építmény szilárd, a család mind a hellyel, mint a viasszal takarékosan bánik.

## Az alapanyag
Az alapanyagot, a viaszt a méhek maguk termelik. A viasztermelésre legjobb életkor a 10–20 napos kor. Ha jó a gyűjtés, vagy etetés van, és sok az üres hely, akkor naponta a fél testsúlyának megfelelő mennyiségű viaszt tudja megtermelni. A viasztermelés bőséges táplálkozást igényel. A viasz a potroh hasi oldalán levő mirigyekben termelődik, és a rágótövi mirigy váladéka oldja és ragasztja. A méh a hátsó lábával szedi le, majd beigazgatja, egy részét oldja, és a többihez nyomja, hogy odaragadjon. A viasz hamar odaragad, és az építő mehet vissza az építtető fürtbe. A fürtben melegebb van, mint a fiasításnál.
A méhek raktározzák is a viaszt. Megvastagítják a sejtek peremét, és a lépek peremén viaszhidakat képeznek. A sejtek fedeléhez a sejtek pereméről veszik a viaszt, és a sejt kibontása után oda tolják vissza. A fiasításos sejt fedelét megvékonyítják, ha máshol van szükség több viaszra. A heresejtekről gyakran teljesen leszedik a fedelet. Újrahasznosítják a sérült lépek anyagát, a fölösleges anyabölcsőt, a túl vastag műlép anyagának egy részét, és a lenyalásra visszaadott fedelezés. Szabadban hagyott viaszt csak ritkán gyűjtenek a ragacshoz (propolisz alapanyagához) hasonlóan.

## Építési hajlam
Az építésre legnagyobb hajlama a rajnak van, vagy annak a családnak, amit megfosztottak lépjeitől. Ez addig tart, amíg vagy elég lép nem épül a család számára, vagy amíg a méhek el nem öregednek. Az első évben nem építenek heresejtet, de a következő évtől kezdve szívesebben építenek heresejtet, mint dolgozósejtet. A műlép dolgozósejtekhez ad mintát, az építtető keret pedig üres helyet biztosít heresejtek számára. Az atka elleni védekezés egyik módja a heresejtek kivágása. Ezért szoktak adni építtető keretet. A herefiasítás elpusztítása után visszaadják, hogy kielégítsék a család here iránti igényét, de az atkafertőzésnek is gátat szabjanak.
A különböző kísérletek különböző eredményre jutottak abban, hogy mennyi mézbe kerül a családnak a viasz megtermelése. A különbséget több tényező okozhatja: az építők kora, a virágpor mennyisége, és a külső hőmérséklet, valamint a fiasítástól való távolság is befolyásolja. A mérsékelt építtetés azonban nem csökkenti a méztermelést, ugyanis az építők nem térnek rá azonnal a gyűjtőmunkára, ha  nincs hely, és így a rajzást támogatják. A viasz akkor is termelődik, ha csak egy kisebb része használható fel például sejtek befedésére, vagy raktározható el. A többi lehullik, és kárba vész, vagy a méh hasára tapad, és egész hátralevő életében végigkíséri.
A nagy raj többet épít, mint a kicsi, de teljesítménye nem növekszik egyenes arányban méretével. Emiatt egy nagyobb kaptárba több különálló közepes rajt telepítenek, és csak a végén egyesítik őket.

## Építtető keret
A méhész viasztermelés céljára építtető keretet tesz a termelő családokhoz, és belőle rendszeresen kivágja a lépet. Ez a keret hálózatlan, és műlép sincs benne. Az építtető keret további céljai a család here iránti igényének kielégítése, és építő kedvének kiélése. A család hangulata is tesztelhető.
Többféle építtető keret használatos:
- A vályús etető keret alsó része
- Üres keret. Az építésre és a keret szilárdságára kedvező, ha középen léccel ketté van osztva.
- Levehető felső léces keret. Előnye, hogy a viasz elvétele kevésbé zavarja a méheket. Hátránya, hogy csak a felső kisebb része vehető el belőle, ezért több kell belőle, vagy gyakrabban kell kivenni belőle a viaszt. Mivel felső lécével nem akasztható, ezért többféle megoldás létezik arra, hogy felakasztható legyen.

Az építtető keret legjobb helye a fiasítás közelében van. Fekvő keretes nagy kaptárakban két építtető keret is elhelyezhető. A viasztermelést csökkenti, ha a két építtető keret hat keretnél messzebb van egymástól. Rakodó kaptárban az építtető keret a mézkamrába kerül, különben le kellene emelni a mézkamrát ahhoz, hogy ki lehessen venni az építtető keretet. Ezzel nem is kerül messzire a fészektől, mivel a fészek lapos.
A méhek építőkedve erősen függ a hordástól, ezért az építtető keretet az első nagyobb hordás előtt érdemes betenni, és a télre készülődés idején kivenni, vagy szélre tenni. A kivehető felső léces keret átalakítható etetővé, itatóvá.

## Építtetés
Az építtetés fő célja, hogy a család megépítse lépjeit, illetve hogy a régi, elöregedett lépjei helyett új lépet építsen. Másodlagos cél a viasztermelés, és a rajzó hangulat kialakulásának megakadályozása. A termelő családtól főként mézet vár el a méhész, ezért rendszerint csak a saját szükségletének megfelelő mennyiségű cserelépet építtetik ki vele. A termelő család szívesebben épít heresejtet, ezért a cserekeretbe műlépet tesznek, hogy a családban legyen elég sejt a dolgozófiasításnak. Alkalmas vidéken a kasos család jó viasztermelő.
A fölös rajoktól ha mézet nem is, de viaszt lehet nyerni. A fiatal anyás utórajok építenek a legszebben. Ha a raj az öreg anyával szállt ki, akkor oda kell figyelnie a méhésznek, mivel korán heresejtre térnek át. A mézből elvehető fölösleget nem termelő kisebb családok rajosítva szintén tudnak viaszt adni. Ez azt jelenti, hogy megfosztják lépjeitől, azokat más családoknak adják, és a rajosított család műlépeket kap. A mesterséges rajok 4-6 kereten szintén alkalmasak viasz termelésére az anyák pároztatása mellett. Csak az anya párzása után indul be az érdemi munka. Később a rajok egyesíthetők egymással, vagy egy gyenge családdal.
A sörpört raj etetéssel jól épít. A 2–3 kg-os söpört rajt 5:3 arányú szörppel folyamatosan és bőven etetve 8 nap alatt 9 Nagy-Boczonádi műlépet épít ki. Eleinte csak kevés szörpöt fogyasztanak, mert nem tudják hová raktározni, Később naponta összesen 4 kg szörpöt igényelnek, napi háromszori etetéssel. Nyár végén több cukrot fogyasztanak el. Mindez megerőltető a méhek számára, emiatt vigyázni kell arra, hogy fiatal többség legyen, és a családot időben felfejlesszék.
Nagy fekvőkaptárat több rajjal célszerű betelepíteni, mert a következő évben a család már nem olyan lendülettel. Ha mégis szükség lenne még több lépre, akkor a méhész a következőket teheti:
- Néhány család rajosítása
- A mézkamra átfüggesztése. A régi fészek helyére műlépek kerülnek.
- A kaptár és a család egy részének leválasztása mesterséges építő raj létrehozásával.

Az egyenlő lépes rakodókaptár, mint amilyen a Hunor, kiépítése segíthető:
- lefejlesztéssel (elvesznek egy fiókot)
- átfüggesztéssel
- fészekkettőzéssel

Az alacsony felső mézkamra kedvező az építésre. Itt vagy műlépeket építtetnek ki, vagy átszabják a fészekből kivett kereteket. Ha a mézkamra magasabb, mint a fészek fele, akkor a lépeket úgy kell kettéosztani, hogy a két szélén a fele alatt, középen a fele felett menjen a vágás, így mindkét rész magasabb lesz, mint a fél keret.